# Демидов (місто)
Демидов (рос. Демидов), до 1918 р. Поріччя (рос. Поречье, біл. Парэчча) — місто в Росії, адміністративний центр Демидовського району Смоленської області.

## Географія

### Розташування
Місто розташоване на річці Каспля (басейн Західної Двіни) при впаданні в неї річки Гобза, за 76 км від Смоленська.

## Історія
- 1499: перша письмова згадка про Поріччя, центр волості у Великому Князівстві Литовському.
- 1514: захоплене Московським князівством.
- 1611: повернулося до складу Великого Князівства Литовського, у Смоленському повіті Смоленського воєводства.
- 1654: знову потрапило під владу Московської держави.
- 1776: отримує статус міста, центр повіту Смоленської губернії.
- 1918 увійшло до складу проголошеної Білоруської Народної Республіки.
- Листопад 1918: у Поріччі відбулося антибільшовицьке повстання, у результаті чого місто на один день звільнили від радянської влади.
- 20 грудня 1918: більшовики перейменували Поріччя на честь вбитого повстанцями голови повітового комітету РКП(б) Я. Демидова.
- 1 січня 1919: відповідно до постанови І з'їзду КП (б) Білорусі — у складі Білоруської РСР, центр Поріцького повіту Смоленського району.
- 16 січня 1919: більшовики відібрали місто разом з іншими етнічно білоруськими територіями до складу РРФСР.
- 1921: у Демидові був розстріляний місцевий швець Гнат Курмель через заяву, що він сподівається дожити до того часу, коли його рідне місто Поріччя скине з себе чужоземну назву — Демидов.
- 13 липня 1941 — 22 вересня 1943: під час Другої Світової перебував під окупацією.

## Економіка
Льонообробний завод, молочний завод, виробництво мінеральної води, виробництво м'якої іграшки, переробка деревини, виробництво трикотажної продукції, приватне підприємництво.

## Відомі уродженці
- Болсунова Віра Вікторівна (1877—1946) — майстриня декоративного мистецтва.
- Нікулін Юрій Володимирович (1921—1997) — Народний артист СРСР